# Scituate, Rhode Island
Scituate är en kommun (town) i Providence County i delstaten Rhode Island i USA, med cirka 10 324 invånare (2000). Den har enligt United States Census Bureau en area på 141,9 km².